# Ландштрасе (Беч)
Ландштрасе је трећи округ града Беча.

## Географија
Највиша тачка округа је 193,1 m.
У односу према осталим бечким окрузима, Ландштрасе лежи југоисточно од централног бечког округа, а са источне стране ограничен је Дунавским каналом. Јужно граничи са Симерингом и Фаворитеном, а западно са Виденом. Ландштрасе је тринаести по величини округ Беча.